# Ledjan
Ledjan (in armeno Լեջան?) è un comune di 896 abitanti (2001) della Provincia di Lori in Armenia.